# 缘毛胡椒
缘毛胡椒（学名：Piper semiimmersum）为胡椒科胡椒属的植物。分布于越南以及中国大陆的云南、广西、贵州等地，生长于海拔280米至900米的地区，常生长在山谷水旁密林中及村旁湿润地，目前尚未由人工引种栽培。